# 纽约中央公园慢跑者案
纽约中央公园慢跑者案是发生于1989年4月19日晚上的一起强奸案，受害者为28岁白人女性特丽莎·梅里，同时另有8人在公园内受到袭击。梅里在案件中受到重伤，在12天的治疗后才从昏迷状态恢复。1990年，纽约时报将此案称为“1980年代最有名的犯罪之一”。
在中央公园案的公诉中，5名少年经审判被定罪。2002年，据一名被判终生监禁的强奸惯犯供认，其曾强奸一名女性慢跑者，证实为此案后蒙冤者获得平反。2003年，5名蒙冤者因此案起诉纽约当局。最初，纽约市当局认为可以赢得官司而拒绝和解，但在管理层变动后于2014年以4000万美元达成和解。关于纽约州当局的额外补偿诉讼，则在2016年以390万美元达成和解。

## 案发
1989年4月19日晚9点，大约30名少年从哈莱姆的入口进入中央公园。其中一些少年袭击并抢劫了在公园北部的行人，受害人陆续向警方报案。依据报案描述，这些少年攻击了数名骑行者、向出租车抛石、攻击并抢劫了一名行人，在行人昏迷后离去。
有些少年向南进发，在途中攻击了四名男性慢跑者。其中一名受害者为40岁的教师，在9:45左右被少年们殴打并抢劫，头部遭管子打击后失去意识。同年10月的审前听证会上，一名警官作证称当时受害者出血严重，“看上去像被用一桶血浸染过”。
凌晨1:30，公园中发现了一名女性慢跑者。草坪上有明显的搬运痕迹，但现场的脚印无法证实多人作案的可能。她受到重伤，大量失血且有头骨骨折，随后还发现她遭到强奸。慢跑者的身份在将近24小时后得以确认，而警察在数天后才追溯出她当晚的活动路径。

## 侦查

### 逮捕
晚上9:30，警方出动摩托和便衣警车前往现场。当晚逮捕了约20名少年，其中包括14岁的Raymond Santana和Kevin Richardson。发现慢跑者后，警方提升了案件的紧急度。15岁的Antron McCray、Yusef Salaam和16岁的Korey Wise被其他少年指认案发时在场，于20日接受了警方询问。Wise表示他与案件不相关，只是陪伴朋友Salaam。5名嫌犯随后被控告攻击女性慢跑者。警方后续逮捕了更多嫌疑人，审问了许多事件相关者。其中14岁的Clarence Thomas因强奸相关的指控被逮捕，但在调查后未遭控告。
在警探录制嫌犯的认罪影片前，五名嫌犯都被刑讯了至少7小时，有些被长时间关押而得不到水、食物和休息。Santana、McCray和Richardson的家长录制影片时在场，但此前的长时间审问则没有陪同。Wise在没有家长陪同的情况下作出了陈述。所有嫌犯在审问和录影时都没有律师陪同。
Salaam被逮捕时告诉警察自己15岁，称证件上记载的16岁为虚假年龄。如果嫌犯年龄超过16，其家长就没有权利在警察询问时陪同，也不能拒绝其回答询问。Salaam的母亲到达警察局后坚持要为Salaam找律师，于是警察停止了询问。他未录制认罪视频，也没有签名之前的书面陈述，但之后法院裁决接受书面陈述作为证据。
据称Salaam向警方作了口头陈述。警探假装在受害者的衣服上收集到了指纹，告诉Salaam如果指纹吻合的话他会被指控强奸罪，于是他招认了强奸发生时在场。“我能听见他们在隔壁殴打Korey Wise，”他在多年后表示，“他们会过来盯着我说：‘你知道你就是下一个吧。’那份恐惧让我感觉自己没法坚持到最后了。”

### 媒体发布会
4月21日，高级警探召开新闻发布会，宣布逮捕了约20名嫌犯，并叙述了他们构建的案件过程。警方称最多有12人可能攻击了慢跑者。受害人的名字没有被公布。主要嫌犯是一组少年，归属于约有30人的一个松散帮派，犯案动机用他们的黑话表述是“撒野”。警方将攻击定性为无明确动机的随机犯案，表示他们让公园中的人受到了惊吓。调查记者Barry Michael Cooper不久后对“撒野”一词表示质疑，认为警探误解了嫌犯引用的一句歌词“做放荡不羁的事”。一般情况下，警方流程不允许发布16岁以下嫌犯的名字，但此案中嫌犯的名字在正式控告前便被发布。媒体广泛报道了这场发布会，用煽动的语言叙述了强奸和殴打女性慢跑者的过程。
在更多报导后，不符合一般犯罪者特征的信息排除了常见的案件因素。记者发现有些嫌犯家庭出身良好，警方排除了毒品和有目标的抢劫，大部分嫌犯没有案底。4月26日，纽约时报发表了一篇谨慎的社论，反对标签化嫌疑人，质问为何如此“品行端正”的青少年会犯下如此“残酷”的罪行。检察官和法院最终认定他们没有犯罪，但在当时群奸的设想依然继续流传。

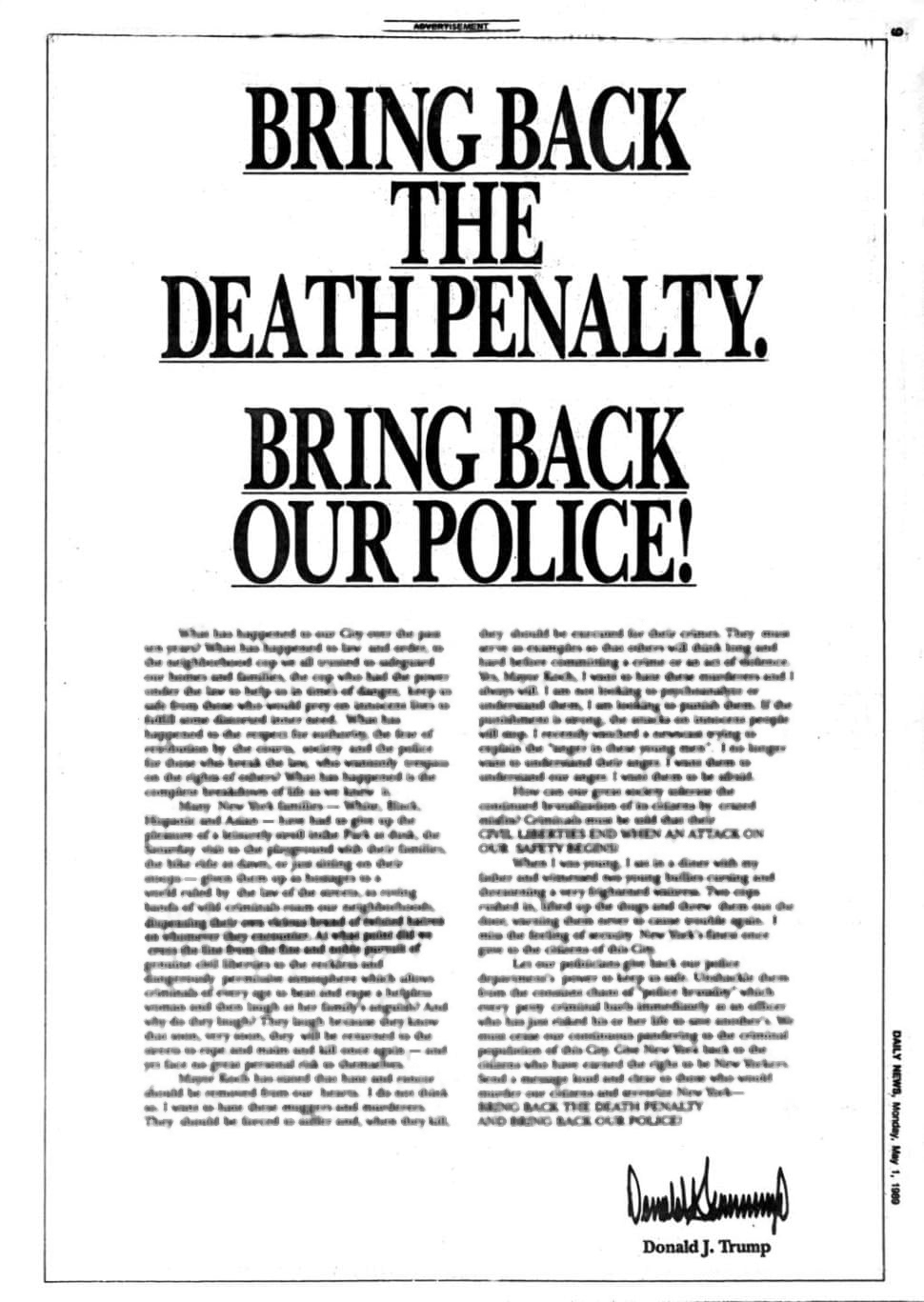
在5月1日《每日新闻》刊登的全版广告

5月1日，当时仍是地产管理员的唐纳德·特朗普为呼吁恢复死刑，买下了当地4家主流报纸的整版广告。特朗普表示，他要让“任何年龄的罪犯”感到害怕。广告花费了85000美元（等同于2018年的172000美元），其中称
Koch市长说我们的心中不该有恨意，但我不这么认为。我想要恨这些匪徒和凶手，他们理应遭受痛苦…是的，Koch市长，我想要也一定会恨这些凶手…疯狂的怪人对公民们犯下的暴行，我们的伟大社会怎能容忍？必须让罪犯知道，从威胁我们安全的一刻开始，他们的自由便不复存在！
本案被告Salaam在一篇卫报的采访中表示，当年特朗普“扇风放火，在操纵下使普通人认为我们有罪”。Salaam称，特朗普的全版广告刊登后，其家人受到了死亡威胁。

## 平反
2001年，被判终生监禁的强奸惯犯Matias Reyes在纽约州服刑，遇见了本案的Wise。案发时Reyes逃脱了怀疑，即使后来认定他在案发前两天的相同地点强奸了一名女性，也因为慢跑者案最初定性为谋杀案而没有对比DNA样本。1989年夏天期间，他又强奸了4名女性，其中一名受害人被杀。第5次犯案时被捕。
2002年，Reyes供认其17岁时曾强奸一名女性慢跑者，且没有作案同伙。地区检察官对此成立了调查组，发现Reyes描述的作案过程符合警方掌握的证据。经过和案发现场精液的DNA对比，确认了Reyes是唯一符合。 同时，检察官表示慢跑者案中受害人被捆绑的方式和Reyes犯下的其他案件相同。
结束调查后，地区检察官向法院推荐撤销之前的判决，5名蒙冤者获得平反。由于案件时效已经过期，Reyes没有被追加公诉。